# Cursa (film din 1975)
Cursa este un film românesc din 1975 regizat de Mircea Daneliuc. Rolurile principale au fost interpretate de actorii Mircea Albulescu, Tora Vasilescu, Constantin Diplan.

## Rezumat
Savu și Panait, șoferi la o întreprindere de utilaje grele, au misiunea de a transporta o piesă-gigant, peste munți, la o exploatare minieră. Pe drum, cei doi o întâlnesc pe tânăra Maria, care are aceeași destinație cu scopul de a-și reîntâlni iubitul miner. Furată de bani și acte, Maria își continuă drumul alături de Savu și de Panait. Amândoi bărbații se vor îndrăgosti de ea.

## Distribuție
Distribuția filmului este alcătuită din:
- Mircea Albulescu — Anghel Savu, șoferul trailerului
- Tora Vasilescu — Maria, o tânără luată ca pasager de șoferii de trailer
- Constantin Diplan — Ion Panait, șoferul trailerului
- Paul Lavric — George, vecinul care s-a mutat în casa lui Savu
- Olga Bucătaru — soția minerului Marin Cadariu
- Adrian Simionescu — nea Fane, șoferul mașinii antemergătoare a trailerului
- Angela Costache — nașa lui George
- Teofil Căliman — nașul lui George
- Constanța Comănoiu — Sabina, soția lui George
- Aristide Teică — Vili, responsabilul bufetului din Ariad
- Constantin Dinulescu — directorul uzinei metalurgice
- Valentin Plătăreanu — Vasile Neagu, economist la întreprinderea minieră din Abirinți, fost coleg de armată cu Panait
- Ion Jugureanu
- Boris Gavlițchi
- Constantin Măru — derbedeul care se bate cu Savu
- Virgil Leahu
- Ion Micu
- Anca Macovei
- Constantin Bîrliba
- Ruxandra Sireteanu — cameramana echipei TVR
- Mihai Marta
- Ion Popa
- Traian Dănceanu
- Francisc Kovaci
- Mircea Daneliuc — reporterul TVR